# Zbuzy
Zbuzy neboli Buzíček (512 m n. m.) je vrch v Mirotické pahorkatině v lesích necelé 2 km jihovýchodovýchodně od Buzic v okrese Strakonice, při údolí Škvořetického potoka a řeky Lomnice nedaleko osady Buzičky. Je zalesněný a nevede na něj žádná cesta. Dříve se zde těžilo zlato.